# Starting Blocks
Starting Blocks est un jeu vidéo de sport développé et édité par Coktel Vision, sorti en 1988 sur Amstrad CPC et Thomson TO8/TO9 (référence "Club Micro Thomson" numéro 10) 